# Kvachi Kvachandiradze
Kvachi Kvachandiradze es una novela del escritor georgiano, Mijail Javajishvili, publicada en 1924.

## Personajes de la novela
- Kvachi Kvachantiradze
- Silibistro Kvachantiradze
- Pupi
- Notio
- Khukhu
- Budu Sholia
- Tsviri
- Beso Shiqia
- Jalil
- Grigori Rasputin
- Ladi Chikinjiladze
- Rebeca
- Elene
- Madame Lapoche

## Adaptaciones

### Teatro
- 1974: Kvachi Kvachandiradze - Actor - Erosi Manjgaladze